# 慕尼黑圣马丁街站
吉兴站（德語：S-Bahnhof St.-Martin-Straße）是一座慕尼黑快铁3、7号线位于上吉兴-雉鸡园的一座车站。